# Кафуэ (национальный парк)
Национальный парк «Кафуэ» (англ. Kafue National Park) — самый большой национальный парк Замбии и второй по величине национальный парк Африки. Площадь парка 22 400 км². В нём обитают 152 различных вида млекопитающих. Также здесь обитают 515 видов птиц, 70 видов рептилий, 58 видов рыб и 36 видов земноводных.. Назван по реке Кафуэ. Он простирается на три провинции: Северо-Западную, Центральную и Южную. Основной доступ осуществляется по дороге Лусака–Монгу из Лусаки в Монгу, которая пересекает парк к северу от его центра. Сезонные грунтовые дороги также соединяют Каломо и Намвалу на юге и юго-востоке, и Касемпу на севере.

## История
Национальный парк «Кафуэ» был создан в 1924 после того, для борьбы с истощением ресурсов дикой природы. Национальный парк Кафуэ был основан в 1950-х годах Норманом Карром, влиятельным британско-родезийским защитником природы. Создание парка, стало возможным после того, как британское колониальное правительство переселило традиционных владельцев этой территории, народ нкойя из Мвене Кабулвебулве, из их традиционных охотничьих угодий в округ Мумбва на востоке в 1924 году.
В 2021 году лидеры нкойя призвали создать в этом районе новую провинцию, которую они предлагают назвать провинцией Кафуэ. Недовольство темпами развития Центральной провинции и отсутствие выгоды от туризма в парке являются одними из причин этого спроса на 11-ю провинцию.
В феврале 2021 года Департамент национальных парков и дикой природы Замбии (DNPW) и African Parks инициировали План приоритетной поддержки для обеспечения технической и финансовой поддержки парка в течение 15-месячного периода. После успеха этой процедуры правительство Замбии пригласило African Parks заключить 20-летнее соглашение по управлению Кафуэ.

### Сохранение природы
Национальный парк Кафуэ получает дополнительную защиту, поскольку он окружен девятью территориями охотничьего хозяйства. Тем не менее, браконьерство и спрос на мясо диких животных привели к сокращению численности животных. В 2018 году команда из шести НПО работала вместе, чтобы предотвратить сокращение из-за браконьерства и деградации среды обитания. African Parks присоединились к коалиции в 2021 году, работая с Управлением по охране дикой природы Замбии. План приоритетной поддержки с African Parks и правительством привел к созданию более 200 рабочих мест, улучшению мер защиты и инвестициям в инфраструктуру. Некоторые из улучшений инфраструктуры включали новый центр обеспечения соблюдения законов, ремонт существующей инфраструктуры в Чунге и Нгоме и выравнивание дорог. В 2021 году инвестиции в обеспечение соблюдения законов были вдвое больше, чем в среднем за 2018–2020 годы.

## География
Рельеф парка в целом плоский или слегка волнистый, за исключением нескольких небольших крутых порфировых гранитных холмов между Чонгой и Нгомой и редких песчаниковых и гранитных холмов вокруг Нгомы, возвышающихся до 120 м (390 футов). Юго-западная часть гранитного массива Хук лежит под центральной частью парка, включая сланцы, гнейсы, гранито-гнейсы и граниты. На краю гранитного массива находятся сланцы, кварциты и известняки из отложений Катанги внутренней дуги Луфилии. К северу и югу от массива почва покрывает отложения Карру из сланцев, алевритов, бетонированных гравий и различных типов латерита.
В северной части парка поймы имеют глинистые почвы, но в остальном почвы сильно выщелоченные песчаные или суглинистые с низким плодородием. В большей части стока реки Нанзила и на некоторых землях вокруг рек Нкала, Муса и Лвансанза есть темно-серые щелочные глины. В остальном парк покрыт хорошо дренированными и относительно бесплодными бледными или оранжевыми песками Калахари, смешанными с некоторым количеством ила и глины/
Основными притоками реки Кафуэ в этом парке являются реки Луфупа и Лунга на севере, Луансанза в центре и Муса на юге.
Среднегодовое количество осадков колеблется от 510 мм (20 дюймов) на юге до более 1020 миллиметров (40 дюймов) на севере. Сухой сезон длится с июня по октябрь. Среднегодовая температура составляет 21 °C (70 °F), со средним максимумом от 26 °C (79 °F) в июле до 33 °C (91 °F) в октябре, самом жарком месяце года. Ветры в основном слабые, дуют с востока.

### Флора
Большая часть парка покрыта лесами миомбо, которые представляют собой открытые полулистопадные леса из деревьев родов Brachystegia, Julbernardia и Isoberlinia, приспособленные к периодическим лесным пожарам. В этих лесах есть несколько небольших дамбо, разбросанных среди них. Вечнозеленые леса из тика и мопане встречаются на юге и в центре.
Большие термитники в лесах содержат особую вечнозеленую флору, в частности, дерево канделябр (Euphorbia ingens) и ягоду шакал (Diospyros mespiliformis). Эти курганы могут быть огромными и иметь возраст в сотни, даже тысячи лет. Большие и маленькие открытые равнины встречаются по всему парку, часто усеянные небольшими термитниками.
Река Кафуэ в конечном итоге впадает в искусственную плотину Итежи-Тежи, образуя водохранилище, частично находящееся в парке. Важным водным растением является трава Vossia cuspidata, которая образует свободно плавающие маты в реке. Aeschynomene elaphroxylon является проблемным сорняком около озера Итежи-тежи. Mimosa pigra, инвазивный кустарник, угрожает районам плетёных журавлей.
Равнины Бусанга на крайнем северо-западе представляют собой сезонно затапливаемые луга вдоль реки Луфупа.

### Фауна
В национальном парке Кафуэ обитает 21 вид антилоп. Этот большой ареал антилоп включает пуку, ситатунгу, красного личи, голубого дукера, желтоспинного дукера, стенбока Шарпа, ориби, импалу, лошадиную антилопу, чёрную антилопу и конгони.
Обычно можно увидеть стада с примерно 4800 африканскими слонами. Другие млекопитающие включают африканского буйвола, трубкозуба, панголина, кустарниковую свинью, бородавочника, весеннего зайца и галаго.
С 2005 года охраняемая территория считается «охранной зоной» львов вместе с национальным парком Южная Луангва. В парке обитает более 200 львов, самая большая популяция гепардов в Замбии и здоровая популяция африканских леопардов, а также является оплотом гиеновидной собаки. Другие плотоядные включают мангуста Селуса, белохвостого мангуста, водяного мангуста, африканскую цивету, медоеда, капскую бескоготную выдру, пятнистую выдру, сервала, каракала и африканскую дикую кошку.
Река Кафуэ и ее притоки являются домом для стай бегемотов и нескольких крупнейших нильских крокодилов в Южной Африке. В парке также водятся вараны.

#### Птицы
Национальный парк Кафуэ признан BirdLife International ключевой орнитологической территорией. Здесь зарегистрировано более 500 видов птиц. Единственная эндемичная птица Замбии — бородастик Чаплина — классифицируется МСОП как уязвимая. Другие виды птиц включают рыбную сову Пеля, чернощёкого неразлучника, африканского лапчатонога, щурок Бёма, райских мухоловок и нектарниц, а также многочисленные виды зимородков.
Болота Бусанга являются домом для множества водоплавающих птиц. Это одно из немногих известных мест гнездования серёжчатых журавлей/ В парке также обитает находящийся под угрозой исчезновения серый венценосный журавль. Кроме того, здесь обитают стаи пеликанов, много видов белых цапель и большие скопления африканских аистов-разиня. Колонии африканских водорезов можно найти на песчаных отмелях на главных реках.
Небольшие термитники лугов привлекают сажистых чанов, а более влажные участки равнин облюбованы розоворогими длиннокоготными. Когда термиты летают перед дождями, ими лакомятся степные луни, луговые луни, малые пустельги и европейские чеглки. Леса являются домом для африканских орлов-ястребов, черногрудых змееядов, ракетохвостых сизоворонок, стай шлемоносных сорокопутов, а также сажистых и арнотовых чанов.

#### Рыбы
Коммерчески важными видами рыб в этом районе являются Sarotherodon macrochir, Tilapia andersonii, T. rendalli, T. sparrmanii, Clarias gariepinus, Marcusenius macrolepidotus, Labeo molybdinus и Hepsetus odoe. В 1992 году в озеро Итежи-тежи была завезена капента (Limnothrissa miodon) из озера Танганьика.

## Инфраструктура
Нгома на юге является штаб-квартирой парка, но эта область, вместе с равнинами Нанжила, менее посещаема с тех пор, как была построена плотина Итежи-Тежи и на севере было построено больше домиков. Водохранилище перерезало дорогу с севера на юг через парк и раньше приходилось объезжать парк, чтобы проехать между Нгомой и Чунгой. Завершение строительства основной дороги снова связывает север и юг парка